# Рипе, Юлиус
Юлиус Рипе (нем. Julius Riepe; 18 декабря 1903, Зарштедт, Хильдесхейм — 22 июня 1983, Ахен, ФРГ) — оберштурмбаннфюрер СС, кавалер Рыцарского креста Железного креста.

## Карьера
1 декабря 1930 года вступил в НСДАП (№ 383823), а 4 мая 1931 в СС (№ 8396).
20 апреля 1934 года повышен до унтерштурмфюрера СС, с 2 мая 1935 — командир 3-го штурбманна 24-го штандарта СС.
1 апреля 1937 стал командиром 67-го штандарта СС.
2 марта 1940 вступил в ряды Лейбштандарта СС Адольф Гитлер. По окончании курсов при юнкерском училище в Бад-Тёльце к 1 августу 1940 году произведён в унтерштурмфюреры СС.
25 июня 1941 переведён в Командный штаб рейхсфюрера СС в качестве ордонанс-офицера.
С 1 января 1942 командир взвода, с 1 августа — роты 1-й пехотной бригады СС.
Участвовал в карательных и антипартизанских операциях на Восточном фронте.
с 1 октября 1943 стал командиром 1-го батальона 40-го моторизированного полка 18-й моторизованной дивизии СС «Хорст Вессель». 9 ноября 1944 повышен в звании до штурмбаннфюрера СС.
13 февраля 1944 награждён Немецким крестом в золоте. 13 января 1945 года награждён Рыцарским крестом Железного креста.

## Награды
- Железный крест 2-го класса
- Железный крест 1-го класса
- Немецкий крест в золоте (13 февраля 1944)
- Рыцарский крест (13 января 1945)